# Sonja Mrak
Sonja Mrak, coniugata Šporar (Lubiana, 14 gennaio 1937 – Zaplana, 12 settembre 2017), è stata una cestista jugoslava.

## Carriera
Con la Jugoslavia ha disputato due edizioni dei Campionati mondiali (1959, 1964) e due dei Campionati europei (1956, 1960).